# Шънян
Шънян (на китайски: 沈阳, на пинин Shěnyáng и Shenyang) или Мукден е административен център на провинция Ляонин в Североизточен Китай, край река Хункъ.

## География
Шънян е с население от 5 066 000 жители (2004 г.) и площ от 3495 км². Намира се на 55 м надморска височина. Пощенският му код е 110000, а телефонният 24. Има изграден жп възел. Развити са машиностроителната, циментената, металургичната и химическата промишленост. В града е разположен завод за сглобяване на автомобили на „БМВ“ Има над 20 висши училища и много архитектурни паметници. Известен е от 2 век пр.н.е.

## Известни личности
Родени в Шънян
- Шунджъ (1638 – 1661), император

## Побратимени градове
- Гуанджоу, Китай
- Дюселдорф, Германия
- Иркутск, Русия
- Кавасаки, Япония
- Катовице, Полша
- Кесон Сити, Филипини
- Куми, Южна Корея
- Леверкузен, Германия
- Монтерей, Мексико
- Рамат Ган, Израел
- Сапоро, Япония
- Сеонгнам, Южна Корея
- Солун, Гърция
- Сямин, Китай
- Торино, Италия
- Дзилин, Китай
- Чикаго, САЩ
- Яунде, Камерун

## Други
На Мукден е наречена улица в квартал „Модерно предградие“ в София (Карта).